# Chromakopia
Chromakopia è l'ottavo album in studio del rapper statunitense Tyler, the Creator, pubblicato il 28 ottobre 2024 dalla Columbia.
L'album è stato scritto, prodotto e arrangiato interamente dallo stesso Tyler, the Creator e presenta le collaborazioni di Daniel Caesar, Teezo Touchdown, GloRilla, Lil Wayne, Sexyy Red, LaToiya Williams, Schoolboy Q, Santigold, Lola Young, Doechii e Playboi Carti (quest'ultimo presente solo nelle edizioni fisiche).

## Descrizione

### Temi e testi
Chromakopia viene pensato come un concept album ispirato alle esperienze durante l'infanzia e l'adolescenza a Los Angeles dell'artista e alle lezioni di vita fornite dalla madre che quest'ultimo non ha apprezzato fino all'età adulta. La madre dell'artista Bonita Smith è la voce narrante del progetto. L'opera trae ispirazione dalla storia di Chroma the Great, personaggio del libro di Norton Juster del 1961 Il casello magico, un direttore d'orchestra che crea i colori del mondo attraverso la sua orchestra; tuttavia questo personaggio influenza l'estetica del progetto più che i testi delle tracce. La critica specializzata ha definito Chromakopia come una «precoce crisi di mezza età» in cui vengono analizzate le preoccupazioni e i problemi che i giovani adulti affrontano rispetto alle nuove responsabilità che arrivano con l'avanzamento d'età.
Nella prima traccia St. Chroma viene introdotto l'omonimo protagonista del disco e la voce narrante di Bonita Smith, madre biologica di Tyler, lo descrive come «la luce» e gli suggerisce di non oscurare mai la sua luce per nessuno. Rah Tah Tah è caratterizzata da un testo auto-celebrativo, con Tyler che si dichiara il secondo miglior rapper di Los Angeles dopo Kendrick Lamar. La terza traccia Noid esplora le paranoie e le ansie di Tyler legate all'eccessiva adorazione delle celebrità e alle relazioni para-sociali. In Darling, I, Tyler riflette sulle sue ambizioni artistiche e sulla monogamia. La quinta traccia Hey Jane, il cui titolo è preso dall'omonima associazione sanitaria che si occupa di aborti, è basata su una conversazione tra Tyler e una donna anonima in seguito ad una gravidanza indesiderata; secondo Mackenzie Cummings-Grady di Billboard, nella traccia Tyler "parla delle sue paranoie consumanti" mentre esprime il suo "desiderio di avere dei bambini".

### Musica e sonorità
Principalmente un album hip hop, R&B e jazz, Chromakopia abbraccia una produzione eclettica. In esso sono presenti sonorità che ricordano il quarto album di Tyler Flower Boy, come melodie neo soul e gli arrangiamenti basati sui sintetizzatori. Inoltre il disco contiene cadenze militari e elementi di soul, funk e rock progressivo.

## Promozione
Il progetto è stato introdotto al pubblico il 16 ottobre 2024, data in cui Tyler, the Creator ha diffuso attraverso la rete sociale un video promozionale contenente un'anteprima della traccia St. Chroma. Nei primi secondi del teaser, inizialmente in bianco e nero, si può vedere Tyler, che indossa una maschera, condurre una fila di persone in un container con la scritta "Chromakopia"; successivamente, il container viene fatto esplodere attraverso un detonatore e, dopo l'esplosione, il video diviena a colori; si conclude riprendendo nuovamente la scritta "Chromakopia", titolo dato all'album, collocata su uno sfondo verde. I camion e i container verdi che compaiono nei video sono stati utilizzati come strumento promozionale negli Stati Uniti d'America, venendo trasferiti in diverse località del Paese, tra cui Tyler, Houston, Dallas, Atlanta, Charlotte, Columbus, Filadelfia, Roswell, Phoenix, il luogo natìo del rapper Hawthorne e Los Angeles.
Il giorno successivo Tyler ha ufficialmente rivelato la copertina dell'album e annunciato che sarebbe stato pubblicato il 28 ottobre alle sei del mattino EST, di lunedì; Tyler aveva già criticato l'usanza di pubblicare la musica il venerdì in un'intervista con Nardwuar nel 2023, affermando che incoraggiasse un «ascolto passivo», mentre pubblicarla durante la settimana avrebbe permesso di «tuffarsi e ascoltare davvero». L'album è stato reso disponibile anche in formato CD e vinile, quest'ultimo in un'edizione limitata contenente la traccia bonus Mother e vocali aggiuntivi di Playboi Carti in Thought I Was Dead.
Il 21 ottobre è stato pubblicato il primo singolo estratto dal progetto, intitolato Noid, insieme ad un video musicale per il brano in cui compare l'attrice Ayo Edebiri. Il 26 ottobre viene diffusa un'anteprima di Thought I Was Dead, undicesima traccia contenuta nell'album, mentre il giorno seguente il rapper ha tenuto un evento di ascolto in anteprima dell'album presso l'Intuit Dome di Los Angeles.

### Tournée
Tyler, the Creator sarà impegnato con una tournée mondiale in supporto all'album composta da 50 date in America del Nord, 19 in Europa e 10 in Oceania. Il tour, sponsorizzato da AEG Presents, si terrà tra febbraio e settembre 2025 e vedrà l'accompagnamento del rapper Lil Yachty e del gruppo musicale statunitensi Paris Texas. Le date e le informazioni relative all'acquisto dei biglietti sono state rivelate il 23 ottobre 2024.

## Accoglienza
| Recensione           | Giudizio |
| -------------------- | -------- |
| AnyDecentMusic?      | 7.6/10   |
| Clash                | 9/10     |
| Consequence          | A-       |
| Metacritic           | 85/100   |
| Pitchfork            | 7.6/10   |
| Rolling Stone        |          |
| The Daily Telegraph  |          |
| The Guardian         |          |
| The Line of Best Fit | 9/10     |
| The Quietus          |          |

Chromakopia è stato accolto con un plauso generale dalla critica specializzata. Secondo il aggregatore di recensioni Metacritic, Chromakopia ha ricevuto "acclamazione universale", grazie al suo punteggio di 85 su 100 basato su una media pesata di 14 recensioni. Secondo AnyDecentMusic? invece, l'album ha ottenuto il punteggio di 7,6 su 10.
Niall Smith di Clash ha affermato che "la sezione intermedia del progetto fa avanzare la striscia vincente dell'album" e che "nonostante non ci siano tracce deboli, occasionalmente il ritmo sembra leggermente meno concentrato rispetto ai lavori precedente di Tyler"; Smith ha concluso affermando che "mentre alcuni elementi sembrano un po' nella zona di sicurezza, il design del suono è scolpito e più nitido", pur notando che l'album "mostra in alta definizione lo stile masterizzato da Tyler". Jonah Krueger di Consequence ha notato che "la presenza materna è sentita durante tutta la tracklist" e che all'interno del progetto Tyler "esplora le sue ansie e i suoi traumi". Alexis Petridis di The Guardian ha affermato che "le tracce spostano costantemente i loro ormeggi, scivolando da un suono all'altro" e spesso "cambiando completamente nell'arco di una manciata di minuti"; Petridis ha concluso la recensione affermando: "Chromakopia sembra infine manifestare uno stato di confusione, in cui tutto è in flusso e nulla è ciò che poteva sembrare inizialmente". Il critico musicale Anthony Fantano ha lodato il ritrovamento di identità di Tyler all'interno del progetto, affermando che "Tyler rende chiaro che sta ancora lottando per trovare se stesso e la sua strada ed è molto onesto e aperto rispetto a ciò", affermando anche tuttavia che "i toni e le produzioni caricaturali di Tyler ottengono la meglio di lui" e criticando la mancanza di sonorità nuove per l'artista all'interno del progetto, a differenza degli album precedenti Call Me If You Get Lost e Igor. Steven Loftin di The Line of Best Fit ha affermato che "l'esecuzione di Chromakopia è stata ben pensata e raffinata", ma che nonostante ciò il progetto rimane "disordinato e sincero" e che "continua a mettere insieme il puzzle di Tyler, the Creator senza rendere l'immagine più chiara". Scrivendo per Stereogum, Tom Breihan ha paragonato Chromakopia all'album del 2022 di Kendrick Lamar Mr. Morale & the Big Steppers, affermando che il progetto sia "il progetto terapeutico di Tyler, il suo tentativo autocosciente di risolvere i suoi problemi di fronte al pubblico". Mackenzie Cummings-Grady di Billboard ha lodato l'album affermando che "contiene qualcosa per ognuno" e che "nell'ambito di questa costruzione universale e talvolta nostalgica, il disco è anche incredibilmente riflessivo".

## Tracce
Testi e musiche di Tyler Okonma, eccetto dove indicato.
1. St. Chroma (feat. Daniel Caesar) – 3:17 (Tyler Okonma, Ashton Dumar Simmonds)
2. Rah Tah Tah – 2:45
3. Noid – 4:44 (Tyler Okonma, Paul Ngozi)
4. Darling, I (feat. Teezo Touchdown) – 4:13 (Tyler Okonma, Barry White, Kamaal Ibn John Fareed)
5. Hey Jane – 4:00
6. I Killed You – 2:48
7. Judge Judy – 4:29
8. Sticky (feat. GloRilla, Sexyy Red & Lil Wayne) – 4:15 (Tyler Okonma, Aaron Bolton, David Darnell Brown, Dudley Alexander Duverne, Dwayne Carter, Jr., Elvis L. Jr. Williams, Gloria Woods, Jamal F Jones, Janae Wherry, Rex Zamor, Tim Mosley, Timothy Clayton, Zachary Anson Wallace)
9. Take Your Mask Off (feat. Daniel Caesar & LaToiya Williams) – 4:13 (Tyler Okonma, Gregory Cook, Kathryn Lynne Thomas)
10. Tomorrow – 3:02
11. Thought I Was Dead (feat. Schoolboy Q & Santigold) – 3:27
12. Like Him (feat. Lola Young & Baby Keem) – 4:38
13. Balloon (feat. Doechii) – 2:34 (Tyler Okonma, Harry Wayne Casey, James Brown, Jaylah Hickmon, Luther Campbell, Rick Finch, Robert Ginyard)
14. I Hope You Find Your Way Home – 4:29

Tracce bonus nell'edizione vinile
1. Mother – 4:14

Note
- St. Chroma contiene vocali aggiuntivi di Bonita Smith.[41]
- Noid contiene vocali aggiuntivi di Bonita Smith e vocali di sottofondo di Willow.[42]
- I Killed You contiene vocali aggiuntivi di Donald Glover.
- Judge Judy contiene vocali di sottofondo di Donald Glover.[43]
- Tomorrow contiene vocali aggiuntivi di Bonita Smith e vocali di sottofondo di Daniel Caesar.
- Thought I Was Dead contiene vocali aggiuntivi di Playboi Carti.[44][45]
- Like Him contiene vocali di sottofondo di Baby Keem.[46]
- I Hope You Find Your Way Home contiene vocali di sottofondo di Solange.
- Mother è nota anche con il titolo Told Me/Turned Out Fine.[47]

Campionamenti
- Noid contiene un campionamento di Nizakupanga Ngzo della Ngozi Family.[48]
- Darling, I contiene un campionamento di Vivrant Baby di Q-Tip.
- Judge Judy contiene un campionamento di Dogtooth di Tyler, the Creator.
- Sticky contiene un campionamento di Get Off That Thing di James Brown e Get Buck di Young Buck.
- Balloon contiene un campionamento di I Wanna Rock (Doo Doo Brown) di Luke.

## Formazione
Musicisti
- Tyler, the Creator – voce, produzione, arrangiamenti, registrazione (tutte le tracce)
- Daniel Caesar – voce aggiuntiva (tracce 1 e 9), cori (traccia 10)
- Bonita Smith – voce aggiuntiva (tracce 1, 3, 10 e 11)
- Pedro Martins – chitarra (tracce 1, 5, 7 e 10)
- Chris Zebby Tembo – batteria (traccia 3)
- Thundercat – basso (traccia 3)
- Willow – cori (traccia 3)
- Teezo Touchdown – voce aggiuntiva (traccia 4)
- Donald Glover – voce aggiuntive (tracce 6 e 7)
- Rex Orange County – cori (traccia 7)
- Steve Lacy – chitarra (traccia 7)
- GloRilla – voce aggiuntiva (traccia 8)
- Lil Wayne – voce aggiuntiva (traccia 8)
- Sexyy Red – voce aggiuntiva (traccia 8)
- Schoolboy Q – voce aggiuntiva (traccia 11)
- Playboi Carti – voce aggiuntiva (traccia 11)[44]
- Baby Keem – cori (traccia 12)
- Solange – cori (traccia 14)

## Classifiche

### Classifiche settimanali
| Classifica (2024) | Posizione massima |
| ----------------- | ----------------- |
| Australia         | 1                 |
| Austria           | 3                 |
| Belgio (Fiandre)  | 2                 |
| Belgio (Vallonia) | 4                 |
| Canada            | 1                 |
| Danimarca         | 4                 |
| Finlandia         | 10                |
| Francia           | 19                |
| Germania          | 4                 |
| Giappone          | 42                |
| Irlanda           | 1                 |
| Islanda           | 3                 |
| Italia            | 10                |
| Lituania          | 2                 |
| Norvegia          | 2                 |
| Nuova Zelanda     | 1                 |
| Paesi Bassi       | 1                 |
| Polonia           | 4                 |
| Regno Unito       | 1                 |
| Repubblica Ceca   | 3                 |
| Scozia            | 1                 |
| Slovacchia        | 2                 |
| Spagna            | 7                 |
| Stati Uniti       | 1                 |
| Svezia            | 3                 |
| Svizzera          | 1                 |
| Ungheria          | 7                 |

### Classifiche di fine anno
| Classifica (2024) | Posizione |
| ----------------- | --------- |
| Portogallo        | 132       |